# Laczkó István (labdarúgó, 1924)
Laczkó István (Budapest, 1924. március 5. – Dorog, 2006. október 5.) a Dorogi Bányász NB I-es labdarúgója, szakedzője, a Dorogi FC Örökös Tagja.

## Pályafutása

### Labdarúgóként
A második világháború előtt a Láng Gépgyárban, majd a Magyar Acélműveknél dolgozott, majd Salgótarjánban élt és játszott a helyi kiváló bányászcsapatban. 1946-ban költözött Dorogra és a Dorogi Szénbányáknál helyezkedett el. Mint aktív labdarúgó még ugyan ebben az évben igazolt az akkor NB. I-es dorogi csapathoz. Az első évadja után kiestek a csapattal, 1949-ben viszont bajnokságot nyertek és innentől egész pályafutását az élvonalban játszotta, mint hátvéd. 1946-51 között 67 alkalommal lépett pályára. Az NB. II-es bajnoki cím mellett Bajnokok bajnoka címet szerzett 1949-ben, valamint Népszava-, Felszabadulás- és Bányász Kupa-győztes. Becenevét társaitól kapta, miután a csapat egyik legbeszédesebb tagja volt. Ahogy csapattársai mondták, folyton "csipogott", így "Csipogó" volt a kezdetekben, majd rövidítve, tovább becézve ragadt rá a "Csipi" név.

### Edzőként
Aktív pályafutását követően labdarúgó szakedzői képesítést szerzett. Hosszú éveken át volt a dorogi klub szakmai stábjának a tagja. Vezette az utánpótlás és a felnőtt csapatot egyaránt. Két periódusban is ült a felnőtt csapat kispadján, legelőször 1956–1958 között, majd ezt követően 1965 – 1966 közötti időszakban. Ezt követően végig az utánpótlás nevelésre fókuszált.

## Kitüntetések
- Kiváló Munkáért kitüntetés
- A Dorogi FC Örökös Tagja kitüntetés

## Családja
Fia, Ifj. Laczkó István már Dorogon született, aki szintén a Dorog labdarúgója, mégpedig a klub minden idők egyik leggólerősebb csatára volt. Unokája, Gábor szintén focizott Dorogon.